# Roztocze (powiat goleniowski)
Roztocze (do 1945 niem. Mittel Karlsbach) – uroczysko-dawna miejscowość w Polsce, w województwie zachodniopomorskim, w powiecie goleniowskim, w gminie Goleniów.
Polską nazwę Roztocze ustalono urzędowo rozporządzeniem Ministrów Administracji Publicznej i Ziem Odzyskanych z dnia 1 lipca 1947 roku.